# Thanatophilus minutus
Thanatophilus minutus es una especie de escarabajo carroñero del género Thanatophilus, categorizada en la tribu Silphini, de la subfamilia Silphinae. Fue descrita por Kraatz en 1876.

## Distribución
Se distribuye por Asia: Afganistán, China e India.